# ヴォルテラ作用素
数学の関数解析学および作用素論の分野におけるヴォルテラ作用素（ヴォルテラさようそ、英: Volterra operator）とは、ヴィト・ヴォルテラの名にちなむ、不定積分としての作用素のことを言う。区間 (0,1) 上の複素数値自乗可積分函数の空間 L2(0,1) の上の有界線型作用素と見なされるもので、ヴォルテラ積分方程式と関係している。

## 定義
ヴォルテラ作用素は、例えば関数 f(s) ∈ L2(0,1) と値 t ∈ (0,1) に対して、
{\displaystyle V(f)(t)=\int _{0}^{t}{f(s)\,ds}}
のように定義される。

## 性質
- V はヒルベルト空間の間の有界線型作用素であり、そのエルミート共役は

{\displaystyle V^{*}(f)(t)=\int _{t}^{1}{f(s)\,ds}}
である。
- V はヒルベルト＝シュミット作用素であり、したがってコンパクトである[1]。
- V には固有値が存在しないため、コンパクト作用素のスペクトル理論により、そのスペクトルは σ(V) = {0} となる[1]。
- V は準冪零作用素（英語版）（すなわち、スペクトル半径 ρ(V) がゼロ）であるが、冪零ではない。
- V の作用素ノルムはちょうど ||V|| = 2⁄π となる[1]。